# Palazzo Falier (Cannaregio)
Palazzo Falier, sito a Venezia nel sestiere di Cannaregio, è un edificio civile particolarmente noto per essere stato dimora di Marin Falier, doge della Serenissima Repubblica di Venezia poi giustiziato per aver tentato un colpo di stato. 

## Storia
Edificio eretto in una primitiva forma durante l'XI secolo, venne distrutto a causa di un incendio e riedificato nel 1105. In seguito, non fu affatto esente da rimaneggiamenti, che ne alterarono parzialmente la struttura. Attualmente, il primo piano è sede di un'attività alberghiera.

## Architettura

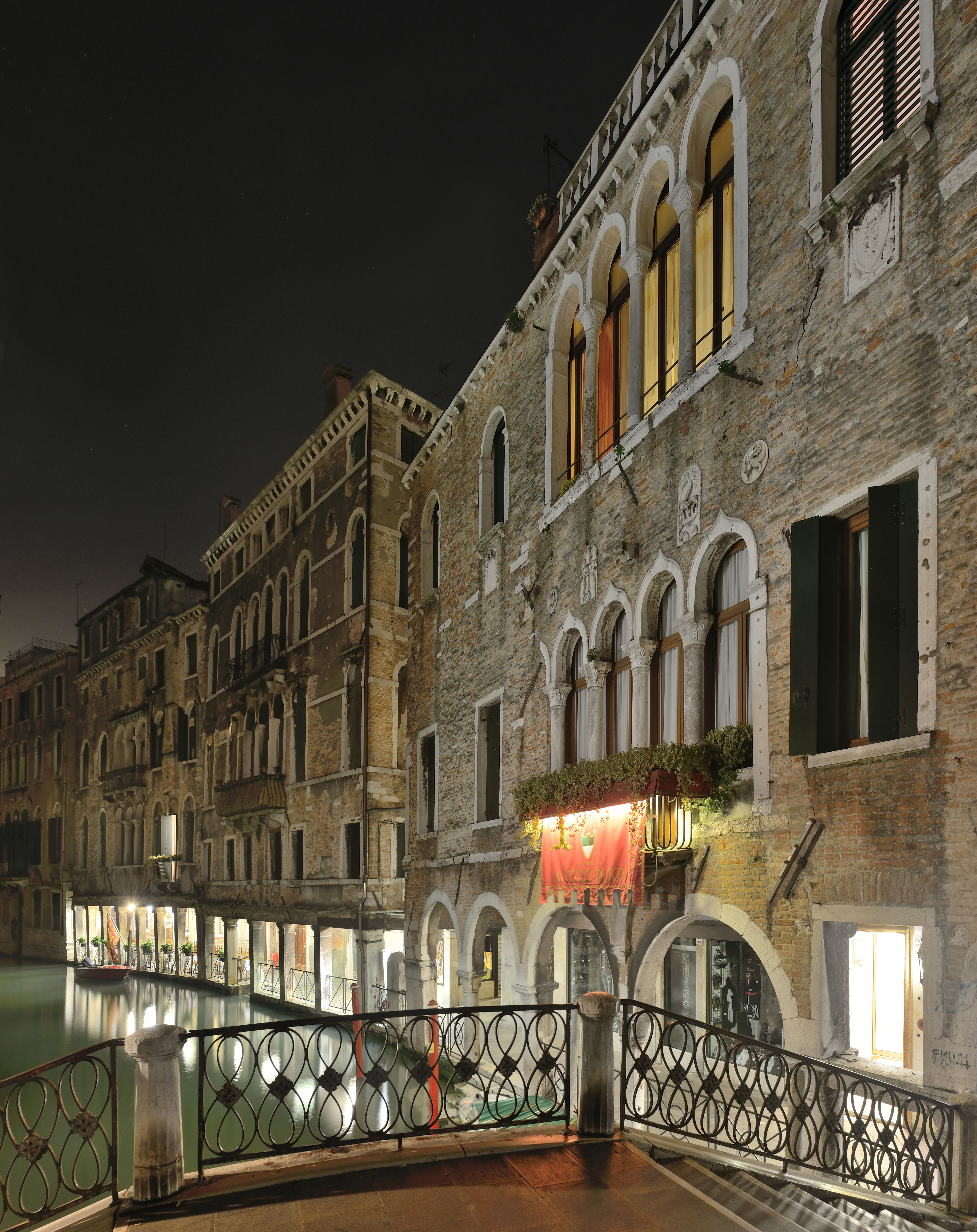
Palazzo Falier sul Rio Santi Apostoli. Vista notturna dal ponte Santi Apostoli

Sorge su un caratteristico porticato a sei arcate, parallelo a Rio dei Santi Apostoli, e prospetta con straordinaria monumentalità sul Campo adiacente. La facciata, esemplificazione dell'influenza bizantina a Venezia, presenta elementi molto antichi, tra cui spiccano le due polifore a peduccio rialzato, impilate in modo impreciso. Notevoli sono pure i decori risalenti al XIII e al XV secolo: due formelle, due patere e due scudi gotici. La monocromia della facciata è spezzata da monofore, posizionate a coppie a lato delle polifore.